# 郝瑗
郝瑗（？—618年），隋唐时期人物，隋末群雄薛举的谋士。为薛举与唐交战提供了极大的帮助，薛举死后因悲伤过度而死。

## 生平
郝瑗最初被任命为金城县令，在义宁元年（617年）三月，他指派手下时任金城府校尉的薛举率领招募来的数千士卒征讨附近的盗匪，却不想四月庆功时被薛举劫持。在薛举囚禁了金城郡县官员，自称西秦霸王後，郝瑗不得不加入了西秦这一方势力，成为薛举的谋士。短短半年后，势力急剧扩张的西秦迎来了扶风之战，薛举因唐军的勇猛而丧失了信心，有考虑到向唐投降。而这时已经当上卫尉卿的郝瑗站了出来，用刘邦、刘备的例子安慰薛举并鼓励他不能就这样半途而废，否则就是亡国之灾。薛举在听了他的谏言后后悔了之前的想法，并用考验群臣为由遮掩过去，但是也因此重用郝瑗，以他为谋主。
义宁二年（618年）四月，由于唐主要在东线活动，郝瑗就建议薛举去联合突厥及梁师都，尽快攻克长安。不想这计划进行到一半时，被宇文歆所破坏，而李渊也命令李世民率军回护。经过第一次浅水原之战后，郝瑗便提议说唐军新败，要趁机进军拿下京城，然而薛举却在路上生病，不得不停军。不久之后，薛举就在病床上去世，郝瑗为薛举的死不停哭丧，直到他自己也一病不起，很快也离世了。

## 人物影响
郝瑗自扶风之战起，先间接挽救了西秦的提前灭亡；后又以其策略逼迫唐快速反应，间接为西秦军争取更多的优势；最后也提出了一个足以让唐一蹶不振的提议，却因薛举的意外身亡而无法成功。他死后由于无人支持薛仁杲，西秦文武官员和薛仁杲的矛盾愈发严重，加快了西秦内部的分裂和最后的消亡。

### 引用
1. ↑  《资治通鉴》卷一八三：“汾阴薛举侨居金城「隋志汾阴县属河东郡炀帝改兰州为金城郡侨寓也」骁勇绝伦家赀巨万交结豪杰雄于西边为金城府校尉”
2. ↑  《新唐书》列传第十一：“会岁凶陇西盗起金城令郝瑗将讨贼募兵数千檄举将”
《旧唐书》列传第五：“大业末陇西群盗蜂起百姓饥馁金城令郝瑗募得数千人使举讨捕”
《资治通鉴》卷一八三：“时陇右盗起金城令郝瑗「金城县带郡郝呼各翻瑗于眷翻」募兵得数千人使举将而讨之”
3. ↑  《资治通鉴》卷一八三：“夏四月癸未方授甲置酒飨士举与其子仁果及同党十三人于座劫瑗发兵”
4. ↑  《旧唐书》列传第五：“其卫尉卿郝瑗趋而进曰皇帝失问褚亮之言又何悖也昔汉祖屡经败绩蜀先主亟亡妻子战之利害何代无之安得一战不捷而为亡国之计也举亦悔之答曰聊发此问试君等耳乃厚赏瑗引为谋主”
《资治通鉴》卷一八四：“卫尉卿郝瑗趋进曰陛下失问褚亮之言又何悖也「郝呼各翻瑗于眷翻悖蒲妹翻」昔汉高祖屡经奔败「见本纪」蜀先主亟亡妻子「见汉献帝纪亟去吏翻」卒成大业「卒子恤翻」陛下柰何以一戢不利遽为亡国之计乎举亦悔之曰聊以此试君等耳乃厚赏瑗引为谋主”
5. ↑  《旧唐书》列传第五：“瑗又劝举连结梁师都共为声势厚赂突厥饵其戎马合从并力进逼京师举从其言与突厥莫贺咄设谋取京师”《资治通鉴》卷一八五：“郝瑗说薛举「厥九勿翻郝呼各翻瑗子眷翻说输芮翻下同」与梁师都及突厥连兵以取长安举从之”
6. ↑  《旧唐书》列传第五：“郝瑗言于举曰今唐兵新破将帅并擒京师骚动可乘胜直取长安举然之临发而举疾”
《资治通鉴》卷一八六：“郝瑗言于举曰「郝呼各翻瑗于眷翻」今唐兵新破关中骚动宜乘胜直取长安举然之会有疾而止”
7. ↑  《旧唐书》列传第五：“郝瑗哭举悲思因病不起”
《资治通鉴》卷一八六：“郝瑗哭举得疾遂不起”
8. ↑  《新唐书》列传第十一：“及继立与诸将素有隙者咸猜惧郝瑗哭举病不起繇是兵稍衰”
《资治通鉴》卷一八六：“薛仁杲之为太子也「去年秋七月薛举称帝仁杲为太子」与诸将多有隙及即位众心猜惧郝瑗哭举得疾遂不起由是国势浸弱”